# Evangelische Notgemeinschaft in Deutschland
Die Evangelische Notgemeinschaft in Deutschland (ENiD) war eine konservative Vereinigung von Mitgliedern der Evangelischen Kirche in Deutschland (EKD). Die EKD stufte sie als „sehr konservative Laienorganisation“ ein. In ihrer Satzung definierte sich die ENiD als „Zusammenschluss von Mitgliedern, die der Innere Notstand der Kirche bewegt und die [sich] angesichts der Herausforderungen der Gegenwart an das biblische Zeugnis im reformatorischen Verständnis gebunden wissen“. Die Vereinigung wurde am 30. September 1966 in Stuttgart als Notgemeinschaft evangelischer Deutscher in der Rechtsform eines „e. V.“ gegründet und im Juni 1996 aus dem Vereinsregister wieder gelöscht. Die Zahl der Mitglieder wird auf 700 geschätzt.
Die Mitglieder der ENiD waren in Ortsgruppen zusammengefasst. Obleute leiteten die Ortsgruppen nach Maßgabe des Leitfadens für Obleute. Ortsgruppen existierten u. a. in Bonn, Lüneburg, Köln, Hamburg, Hannover, München und Stuttgart. Wo es nicht genügend Mitglieder gab, bildeten sie Regionalgruppen, z. B. in Südhessen. Als Ideenzentrum galt das nach dem Theologen Walter Künneth benannte Walter-Künneth-Institut.
Die ENiD war seit 2008 nicht mehr öffentlich in Erscheinung getreten und wurde 2017 schließlich aufgelöst.

## Eigendarstellung
Die ENiD charakterisierte sich im sozialen Netzwerk Facebook wie folgt:

„Die ENiD ist ein Zusammenschluss von nationalgesinnten deutschen Protestanten, die der Innere Notstand der Kirche bewegt und die angesichts der Herausforderungen der Gegenwart an das biblische Zeugnis im reformatorischen Verständnis gebunden wissen. Kirche muß Kirche bleiben! Zweck des Vereins ist die Besinnung auf den Auftrag der Kirche, der in der rechten Verkündung des Evangeliums besteht. Daraus ergibt sich notwendig auch die Treue im Umkreis der irdischen Pflichten zur Familie, zum Nächsten, zu Volk und Vaterland. Mit Bezug auf Luther, die Bibel und der [sic] Evangelien berufen wir uns auf die nationale Identität, die Familie und dem [sic] ungeborenen Leben. Wir erkennen die Oder-Neiße-Linie nicht als natürliche Staatengrenze an. Wir verstehen es als Selbstverständlichkeit, das [sic] die Natur von Gott gegeben anerkannt wird. Wir sind gegen homosexuelle Eheschließungen und verachten den, von den Etablierten initiierten, ‚Karriere-Geist‘ der Frauen. Die Frau sollte beruflich nicht benachteiligt sein, dennoch ihre Rolle als Mutter ernst nehmen und ehren. Einen Sozialismus in der Form, wie er existierte, lehnen wir in jedem Fall ab, da er zwingend in eine Diktatur läuft. Somit werden wir uns niemals einem kommunistischen Staat beugen, der die Kultur des abendländischen Deutschlands in Frage stellt.“

## Geschichte

### Gründung
1965 forderte die Evangelische Kirche in Deutschland in einer Ost- oder Vertriebenendenkschrift die Versöhnung auch mit Deutschlands östlichen Nachbarn, verbunden mit der Anerkennung der Oder-Neiße-Linie, da das Verlangen nach Rückgabe der Ostgebiete die Glaubwürdigkeit deutscher Friedenspolitik beschädige und einer Wiedervereinigung zuwiderlaufe. Als Reaktion darauf gründeten der Dortmunder Pastor Alexander Evertz und andere Pastoren und Laien am 30. September 1966 die Notgemeinschaft evangelischer Deutscher unter dem Motto „Kirche muß Kirche bleiben“. In Artikel 2 der Satzung wird ihre Intention dargestellt: „Zweck des Vereins ist die Besinnung auf den Auftrag der Kirche, der in der rechten Verkündung des Evangeliums besteht. Daraus ergibt sich notwendig auch die Treue im Umkreis der irdischen Pflichten zur Familie, zum Nächsten, zu Volk und Vaterland.“ Die Vereinigung leitete aus dem Bekenntnis zum christlichen Glauben eine national-konservative Einstellung zu politischen und gesellschaftlichen Themen ab. Später benannte sich die Vereinigung in Evangelische Notgemeinschaft in Deutschland um. Teilweise sieht sich die ENiD in der Tradition der Bekennenden Kirche, wie durch die Namensgebung des Walter-Künneth-Instituts, eines eingetragenen Vereins, deutlich wird. Dabei bezog sie sich auf die konservativen Teile der Bekennenden Kirche, die den Einfluss des NS-Regimes auf die Kirche ausschließlich aus Gründen des Bekenntnistreue und nicht wegen dessen Antisemitismus ablehnten.
Als geistiger Mentor galt u. a. Pastor Werner Petersmann, der von 1934 bis 1945 bei den Deutschen Christen aktiv, dann in der evangelischen Vertriebenenarbeit engagiert war und schließlich Bundestagskandidat der Nationaldemokratischen Partei Deutschlands (NPD) wurde. Mit Bezug auf Martin Luther, die Bibel und die Evangelien warnte er vor der „Überfremdung“, forderte die „nationale Identität“, die „Reinheit der Völker“ und „ethnopluralistische Maßnahmen“. Zusätzlich war seit damals ein wichtiges Thema die Familie und das „ungeborene Leben“, weiterhin die Ostgrenze ebenso wie die „Gefahren“ der Homosexualität, des Feminismus und des Sozialismus.

### Entwicklung nach 1990
1995 waren die Verbindung der ENiD und der Evangelischen Zentralstelle für Weltanschauungsfragen zu rechtsextremen Personen und Organisationen sowie ihre eigene ideologische Ausrichtung Gegenstand einer Kleinen Anfrage der PDS-Abgeordneten Ulla Jelpke im deutschen Bundestag, die beide Organisationen für „erzkonservativ“ hielt. Die Bundesregierung gab zur Antwort, dass zu beiden Organisationen keine Erkenntnisse im Sinne des § 3 Abs. 1 BVerfSchG vorlägen.
1998 fand die Jahrestagung der ENiD mit dem Titel „Verwirrung der Geister“ im Johannes-Haw-Haus in Leutesdorf bei Neuwied statt. Der Titel bezog sich auf die „Verwirrung der Geister“, die zur DDR geführt hätten. Referenten waren u. a. Fritz Hähle aus Dresden (damaliger Vorsitzender der CDU-Landtagsfraktion in Sachsen) zum Thema „Nachwirkungen des DDR-Sozialismus: Verwirrung der Geister durch Verwirrung wichtiger Begriffe“. Weitere Referenten waren Ekkehard Jacoby (Pfarrer aus Königswinter) mit „Gedanken zur Entwicklung unserer heutigen Probleme“ und das damalige ENiD-Vorstandsmitglied Armin-Ernst Buchrucker aus Wuppertal zum Thema „Die Auswirkungen der 68er Kulturrevolution in Gesellschaft und Kirche – unter besonderer Berücksichtigung des Feminismus“.
Zur Einführung der Doppelten Staatsbürgerschaft 1999 erklärte die ENiD, dass dies „zur Überfremdung und Selbstaufgabe unseres Volkes und Vaterlandes“ führe.
2000 musste die ENiD ihre Jahrestagung absagen, nachdem die Tagungsstätte, das Gustav-Stresemann-Institut, ihr den Mietvertrag gekündigt hatte. Das Institut berief sich dabei auf den Vertragsabsatz, wonach eine Kündigung möglich ist, wenn „die Veranstaltung die Sicherheit oder den Ruf oder den reibungslosen Geschäftsbetrieb“ des Institutes gefährde. Vorausgegangen waren Proteste von antifaschistischen Gruppen aus Bonn.
2001 kam es zu schweren internen Richtungs- und Führungsstreitigkeiten, in deren Verlauf der seit 1982 amtierende Vorsitzende, Pfarrer Hanns Schrödl (Weßling bei München), seines Amtes enthoben wurde und andere Vorstandsmitglieder, darunter der Schriftleiter von Erneuerung und Abwehr, Lothar Gassmann, zurücktraten. Ein Gericht entschied, dass die Absetzung Hanns Schrödls rechtmäßig gewesen sei. Ende Oktober 2003 verließen mit ihm etwa 50 Mitglieder die ENiD und gründeten die Evangelische Neubesinnung in Deutschland e. V. Sie firmiert unter derselben Adresse wie die ENiD in Renningen und vertritt ebenfalls eine konservative theologisch-politische Haltung. Anschließend übernahm Ulrich Motte (München) den Vorsitz, trat jedoch schon nach 16 Monaten im Juli 2005 zurück. Einer der ersten Vorstandsbeschlüsse unter Motte war die Verlegung der Geschäftsstelle nach Karlsruhe.
Von November 2005 bis zu seinem Tod 2015 stand Gottfried Meskemper der ENiD vor. Für die ebenfalls zurückgetretenen Vorstandsmitglieder Walter Rominger und Arno Peter Müller wurden der Vorsitzende des Fördervereins für Christliche Schulen Herbert Becker und Werner Gössling als Beisitzer gewählt.
2007 stellte die EKD ein Reformpapier zur Umstrukturierung der kirchlichen Arbeit vor dem Hintergrund neuer gesellschaftlicher Bedingungen vor. Gottfried Meskemper, Vorsitzender der ENiD, warf der EKD daraufhin vor, sie verkomme zu einer „religiösen Bedürfnisanstalt“ und betreibe das Ende der protestantischen Gemeinden und die Selbstauflösung der evangelischen Kirche.
Am 16. Juli 2016 beschloss die Mitgliederversammlung in Kamen die schon auf Beschluss der Mitgliederversammlung am 16. Dezember 2013 eingeleitete Selbstauflösung des Vereins. Auf der Mitgliederversammlung in Essen waren vier Liquidatoren bestellt worden. Das Vereinsvermögen wurde satzungsgemäß wohltätigen Zwecken zugeführt. Die Evangelische Notgemeinschaft in Deutschland wurde am 30. Mai 2017 aus dem Vereinsregister beim Amtsgericht Stuttgart gelöscht.

## Aktivitäten
Neben dem „Gemeindeleben“ organisierten die Gruppen Veranstaltungen zu religiösen und gesellschaftspolitischen Themen. Als Hilfe für die Gruppenleiter boten sie Obleutetagungen an. Regelmäßig führte die ENiD bundesweit Studientagungen durch, u. a. 1995 in Bad Pyrmont mit Gastreferent Alfred Mechtersheimer, 1996 in Coburg mit Günter Rohrmoser, 2000 in Frankfurt mit Claus Nordbruch. Zu ihren Aufgaben zählte die ENiD auch die „Unterstützung bedürftiger Schüler in evangelischen Bekenntnisschulen“ und Studenten an bekenntnistreuen theologischen Akademien. Die Bewegung der Bekenntnisschulen in Deutschland wurde teilweise von Mitgliedern der ENiD mitgegründet. So wurde die Freie Evangelische Bekenntnisschule in Bremen vom späteren Vorsitzenden der ENiD Gottfried Meskemper mitinitiiert.
Mit dem Politikwissenschaftler Klaus Motschmann als Schriftleiter gab der Vorstand der ENiD bis 2005 monatlich die Zeitschrift Erneuerung und Abwehr in einer Auflage von ca. 9000 Stück heraus. Nach eigenen Angaben hatte sie 6000 Abonnenten. Eine Reihe renommierter Autoren schrieben für Erneuerung und Abwehr, darunter
- Peter Beyerhaus (1929–2020), Theologieprofessor an der Universität Tübingen und Gründungsdirektor des Albrecht-Bengel-Hauses[14]
- Karl-Hermann Kandler, Professor für Systematische Theologie an der Universität Leipzig
- Siegfried Ernst (1915–2001), Arzt, aktiv in der PBC

Zusätzlich erschienen Beihefte und Dokumentationen der Tagungen. In der später in Neue Nachricht umbenannten konservativen Vierteljahreszeitschrift Criticón wurden wiederholt Beiträge von Mitgliedern der ENiD veröffentlicht. Das der ENiD angegliederte Walter-Künneth-Institut e. V. gab die Schriftenreihe Echorufe heraus.

## Zusammenarbeit und Kooperationen
Seit ihrer Gründung unterhielt die ENiD Verbindungen zu konservativen bis rechtsextremen Kreisen. Dem Bayernkurier und der National-Zeitung (München) ließ sie Beitrittsformulare beilegen. Kontakte gibt es über persönliche Wege und Doppelmitgliedschaften, u. a. zum Hilfskomitee Südliches Afrika, der Europäischen Ärzteaktion, der Berliner Kulturgemeinschaft Preußen e. V. und dem Konservative Kultur und Bildung e. V. (konservatives Büro um Löwenthal und Groppe). In Mut und Junge Freiheit schrieben Autoren der ENiD. In der Jungen Freiheit empfahl Hans B. von Sothen in einer Zeitschriftenkritik Erneuerung und Abwehr.
Die „Hilfsstelle für evangelische Pfarrer e. V.“ unter ihrem Leiter Roland Reuter war nach ihrer Gründung Mitglied der ENiD und hält enge Verbindung zu Gruppen der Bekenntnisbewegung im Rheinland. Der Verein unterstützte evangelische Pastoren, die aus dienstrechtlichen Gründen mit der Kirchenleitung in Konflikt geraten, und riet zu einer konfrontativen Haltung.
Durch Doppelmitgliedschaften hatte die ENiD viele Verbindungen zur Bekenntnisbewegung „Kein anderes Evangelium“, die auch in der Konferenz Bekennender Gemeinschaften in der Evangelischen Kirche Deutschlands organisiert ist.
Die ENiD war u. a. Mitglied in der Konferenz Bekennender Gemeinschaften in der Evangelischen Kirche Deutschlands. Ökumenische Verbindungen bestanden zur „Bekenntnis-Ökumene“, die durch Peter Beyerhaus mit konservativen Strömungen der Katholischen Kirche gegründet wurde. Die „Bekenntnis-Ökumene“ lehnte die als synkretistisch bezeichnete Ökumene der EKD ab und will eine Ökumene, die sich „aus ‚bekennenden‘, also konservativen Gläubigen der drei Konfessionen Protestantismus, Katholizismus und Orthodoxie“ zusammensetzt.

## Vorstand
Der Führung der ENiD gehörten neben dem Vorsitzenden ein mehrköpfiger Vorstand an.

### Mitglieder des Vorstandes zwischen 1966 und 1996 (Auswahl)
- Karl-Eduard Berron (1898–1983), Gründungsvorstand[18] und Geschäftsführer[19]
- Joachim Freiherr von Braun (1905–1974), Verwaltungsjurist
- Alexander Evertz (1906–2001), Vorsitzender der ENiD 1966–1982, bis zu seinem Tod Ehrenvorsitzender, war evangelischer Pfarrer, Autor in Konservativ heute, Deutschland Magazin, Mut und Criticón
- Gerhart Groh
- Albert Hudak
- Joachim Hertz-Kleptow
- Adolf Künneth
- Jens Motschmann, 1987–2007 Pastor der Bremer Martini-Gemeinde, ehem. Mitglied des Vorstandes der ENiD
- Klaus Motschmann (1934–2016), Berliner Politikwissenschaftler sowie ständiger Mitarbeiter und Berater der Wochenzeitung Junge Freiheit
- Arno Peter Müller, ehem. Vorstandsmitglied als Schatzmeister der ENiD
- Karl Salm
- Rolf Sauerzapf, Pastor beim BGS a. D., Autor bei Criticón, Mitglied im Hilfskomitee Südliches Afrika, Deutsches Seminar, Verein für Deutsche Kulturbeziehungen im Ausland (VDA), Paneuropa-Union und Preußeninstitut
- Fritz Schwammberger
- Walter Rominger
- Hartmuth Wenndorff
- Jürgen-Burkhard Klautke, Dozent, stellvertretender ENiD-Vorsitzender[20][21]

### Im Vorstand 1982–2001
- Hanns Schrödl (1932–2017), Theologe, von 1982 bis 2001 Vorsitzender der ENiD, später Leiter der Evangelischen Neubesinnung in Deutschland
- Ilsemarie Lorenz, von 1982 bis 2001 stellvertretende Vorsitzende der ENiD

### Im Vorstand 2003–2005
- Christof Ehrler, ehem. ENiD-Vorstandsmitglied (unter Motte) – 2008 ausgetreten
- Ulrich Motte, Journalist (Focus, idea, Junge Freiheit), Vorsitzender der ENiD 2003–2005

### Im Vorstand ab 2005
- Gottfried Meskemper (1932–2015), bis zu seinem Tod 2015, Ingenieur der Elektrotechnik
- Herbert Becker und Werner Gössling als Beisitzer

## Bekannte Mitglieder
- Ernst Anrich (1906–2001), NPD-Ideologe
- Lothar Gassmann, ehem. Chefredakteur von Erneuerung und Abwehr (bis 2005), Redakteur des Christlichen Gemeindedienstes, 2005 ausgetreten
- Lothar Groppe (1927–2019), Militärpfarrer und Dozent an der Führungsakademie der Bundeswehr in Hamburg sowie Criticón-Autor
- Ekkehard Jacoby, Pastor im Rheinland, Landessprecher des Christlich-Konservativen Deutschland-Forums (CKDF) in Nordrhein-Westfalen
- Ortwin Lowack, ehemaliges CSU-MdB, nach CSU-Austritt Mitbegründer der konservativen CSU-Abspaltung Freie Bürger Union (FBU)
- Gottfried Meskemper (1932–2015), seit 2005 nicht eingetragener Vorsitzender der ENiD und Schriftleiter, auch Mitglied des Geschäftsführenden Ausschusses der Bekenntnisbewegung „Kein anderes Evangelium“; Erneuerung und Abwehr erscheint seit Mitte 2008 nicht mehr.
- (Ernst) Pascual Jordan (1902–1980), deutscher theoretischer Physiker, Professor, Gründungsmitglied der ENiD, ehem. CDU-MdB, Mitarbeiter der Zeitungen Europa-Ruf, Der Stahlhelm, Deutsche Studien und später Autor in konservativ heute
- Werner Petersmann (1901–1988), NPD-Beauftragter für Kirchenfragen und Bundestagskandidat der Partei
- Walter Rominger, Theologe, Mitglied im Bibelbund, seit 1996 im Bundesarbeitskreis der Bekenntnisbewegung „Kein anderes Evangelium“
- Boris Rupp, ehemals Mitglied im Bundesvorstand der Republikaner, ehemals Redaktionsmitglied der Jungen Freiheit, war als Obmann der ENiD-Gruppe Gießen/Wetzlar aktiv[22]
- Hans B. von Sothen, Autor
- Rainer Wagner, Vorsitzender der „Union der Opferverbände Kommunistischer Gewaltherrschaft“ (UOKG), Träger des Bundesverdienstkreuzes am Bande, Vorstandsmitglied im Bibelbund
- Rainer Zoch, Augenarzt, ehemaliges Vorstandsmitglied und Begründer der Bekennenden Evangelischen Gemeinde Neuwied